# Širvinta (přítok Šešupė)
Širvinta jinak Senaširvintė, je řeka v Litvě, v Suvalkiji, v okrese Vilkaviškis, náleží do povodí řeky Šešupė. Horní tok řeky Širvinta byl regulován v 19. století, kdy bylo její koryto zkráceno o 38 km. Horní tok původní řeky byl vykopáním kanálu jménem Alvito perkasas u města Alvitas oddělen od zbytku řeky a sveden do přítoku Šeimeny jménem Vailiškis a vzápětí jeho prostřednictvím do samotné Šeimeny, která je přítokem původní řeky Širvinta. Za její pramen se dá pokládat místo 3,5 km jihozápad od městysu Alvitas, související s původním (vyschlým) korytem (bývalý nevýznamný přítok). Teče zpočátku směrem severním, po dosažení původního koryta se stáčí na západ, na sever od města Kybartai začíná silně meandrovat a stáčí se na severozápad. Po soutoku s řekou Liepona se stáčí na sever a tvoří hranici s Kaliningradskou oblastí Ruska (a to až do jejího soutoku s řekou Šešupė). U vsi Lauckaimis se do ní vlévá řeka Šeimena, která přináší také vody jejího původního horního toku. Do řeky Šešupė se vlévá ve městě Kudirkos Naumiestis jako její levý přítok, 113 km od jejího ústí do Němenu. Průměrné průtoky: nad soutokem s Rausvė: 1,49 m³/s, nad soutokem s Šeimenou: 4,03 m³/s, u ústí: 7,91 m³/s. Průměrný spád je 71 cm/km.

## Přítoky
- Levé:

| Hydrologické pořadí | Řeka               | Délka (km) | Povodí (km²) | Vzdálenost od ústí (km) | Ústí kde            | Koordináty ústí |
| ------------------- | ------------------ | ---------- | ------------ | ----------------------- | ------------------- | --------------- |
| 15010561            | Š – 5              | 4,8        | 6,1          | 42,6                    | Dailučiai           |                 |
| 15010562            | Š – 3              | 3,8        | 5,6          | 41,0                    | Švitrūnai           |                 |
| 15010563            | Š – 1              | 3,8        | 6,2          | 36,0                    | Virbalis            |                 |
| 15010564            | Rausvė             | 4,2        | 23,9         | 35,5                    | Kybartai Virbalis   |                 |
| 15010566            | Eglupis (Ėglupis)  | 8,8        | 15,6         | 33,5                    | Kybartai            |                 |
| 15010568            | Liepona            | 35,1       | 104,6        | 27,7                    | Stanaičiai          |                 |
|                     | Tumannaja (Raušvė) | 36,9       | 410,9        | 13,7                    | Lauckaimis          |                 |
|                     | Polevaja           | 8,7        | 12,1         | 3,0                     | Kudirkos Naumiestis |                 |

- Pravé:

| Hydrologické pořadí | Řeka    | Délka (km) | Povodí (km²) | Vzdálenost od ústí (km) | Ústí kde   | Koordináty ústí |
| ------------------- | ------- | ---------- | ------------ | ----------------------- | ---------- | --------------- |
| 15010574            | Š – 4   | 3,2        | 3,9          | 15,5                    | Švitrūnai  |                 |
| 15010586            | Šeimena | 49,1       | 648,1        | 8,5                     | Lauckaimis |                 |
|                     | Š – 2   | 5,1        | 10,4         | 1,9                     |            |                 |